# 125th Street (linea IND Eighth Avenue)
125th Street è una stazione della metropolitana di New York situata sulla linea IND Eighth Avenue. Nel 2019 è stata utilizzata da 9 208 598 passeggeri. È servita dalle linee A e D sempre, dalla linea C sempre tranne di notte, e dalla linea B durante i giorni feriali esclusa la notte.

## Storia
La stazione fu aperta il 10 settembre 1932. Venne ristrutturata negli anni 1980.

## Strutture e impianti
La stazione è sotterranea, ha due banchine ad isola e quattro binari, i due esterni per i treni locali e i due interni per quelli espressi. È posta al di sotto di St. Nicholas Avenue e il mezzanino possiede sei ingressi, quattro all'incrocio con 125th Street e due sul lato sud dell'incrocio con 127th Street. Un ascensore posizionato nell'angolo sud-ovest dell'incrocio con 125th Street rende la stazione accessibile alle persone con disabilità motoria.

## Interscambi
La stazione è servita da alcune autolinee gestite da NYCT Bus.
- Fermata autobus